# Джеймс Патрік
Джеймс Патрік (англ. James Patrick; 14 червня 1963, м. Вінніпег, Канада) — канадський хокеїст, захисник. Асистент головного тренера «Даллас Старс» у Національній хокейній лізі (НХЛ).  
Молодший брат Стіва Патріка.
Виступав за Університет Північної Дакоти (NCAA), «Нью-Йорк Рейнджерс», «Гартфорд Вейлерс», «Калгарі Флеймс», «Баффало Сейбрс», «Франкфурт Лайонс». 
В чемпіонатах НХЛ — 1280 матчів (149+490), у турнірах Кубка Стенлі — 117 матчів (6+32).
У складі національної збірної Канади учасник зимових Олімпійських ігор 1984 (7 матчів, 0+3); учасник чемпіонатів світу 1983, 1987, 1989,  1998 і 2002 (40 матчів, 3+7); учасник Кубка Канади 1987 (6 матчів, 0+1). У складі молодіжної збірної Канади учасник чемпіонатів світу 1982 і 1983.

## Досягнення
- Срібний призер чемпіонату світу (1989)
- Володар Кубка Канади (1987)
- Переможець молодіжного чемпіонату світу (1982), бронзовий призер (1983)

## Тренерська кар'єра
- Асистент головного тренера «Баффало Сейбрс» (2006–14, НХЛ)
- Асистент головного тренера «Даллас Старс» (з 2013, НХЛ)